# Lisdoddeveertje
Het lisdoddeveertje (Limnaecia phragmitella) is een vlinder uit de familie prachtmotten (Cosmopterigidae). De wetenschappelijke naam is voor het eerst geldig gepubliceerd in 1851 door Stainton.
De soort komt voor in Europa.